# Comuna Velîka Mecetnea, Krîve Ozero
Velîka Mecetnea (în ucraineană Велика Мечетня) este o comună în raionul Krîve Ozero, regiunea Mîkolaiiv, Ucraina, formată din satele Ternuvate, Tokarivka și Velîka Mecetnea (reședința).

## Demografie
Componența lingvistică a comunei Velîka Mecetnea
     Ucraineană (96,84%)
     Română (1,48%)
     Rusă (1,27%)
     Alte limbi (0,05%)
Conform recensământului din 2001, majoritatea populației comunei Velîka Mecetnea era vorbitoare de ucraineană (96,84%), existând în minoritate și vorbitori de română (1,48%) și rusă (1,27%).